# کمپلتون (تگزاس)
کمپلتون (به انگلیسی: Campbellton) یک منطقهٔ مسکونی در ایالات متحده آمریکا است که در تگزاس واقع شده‌است. اولین بار یک مهاجر ایرلندی‌تبار به نام جان اف. کمپبل در دههٔ ۱۸۶۰ با تشویق به سکونت در این منطقه، آنجا را بنیان نهاد.